# Halanaerobacter lacunaris
Halanaerobacter lacunaris è una specie di batterio appartenente alla famiglia delle Halobacteroidaceae.